# سعد صائب
سعد صائب كاتب ومترجم وشاعر عربي سوري، ولد عام 1914 في مدينة دير الزور في شمال شرق سورية وتوفي فيها عام 2000، تخرج من كلية الآداب في جامعة بيروت. له أكثر من 70 عمل أدبي ما بين قصة وشعر ورواية وترجمة.
وسعد صائب هو نجل العالم اللغوي «علي صائب» من مواليد مدينة «دير الزور» عام 1917 م. بدأ ينشر نتاجه الأدبي في الصحف والمجلات العربية منذ عام 1936 م وقد صدر له أول كتاب مترجم عن الفرنسية بعنوان «طريق الخلاص»، أسس مع رفاق له من الأدباء عام 1958 م «جمعية الأدباء العرب» وشغل أمانة السر فيها حتى حلت عام 1963 م، وهو عضو اتحاد الكتاب العرب، وعضو المجلس الأعلى لرعاية الفنون والأدب والعلوم الاجتماعية منذ تأسيسه عام 1958 م، عضو مؤتمر الشعر العالمي الدائم في بلجيكا، عضو شرف في الاتحاد الدولي للمؤلفين باللغة العربية في «باريس»، شارك في مؤتمرات ثقافية وأدبية عربية ودولية».

## أعماله
أهم الآثار التي تركها لنا الأديب «سعد صائب» يقول الشاعر «علي الجاسم» عن تلك الآثار الأدبية: «لعل من أهم إصداراته «صراع مع الغرب في حضارته وتياراته الفكرية»، «قطرات في تراثنا وشعراء معاصرون وشعراء رمزيون»، «الفجر العربي»، «صراع بين جديد الشعر وقديمه» أما المخطوطات التي تركها الأديب فمنها:
- «قيس وتغلب» في الشعر العربي، وهي دراسة أدبية.
- «معجم المشتقات في العربية» بالإضافة إلى مجموعة لا يستهان بها من كتب الأطفال».[3]